# Expediciones navales otomanas en el océano Índico

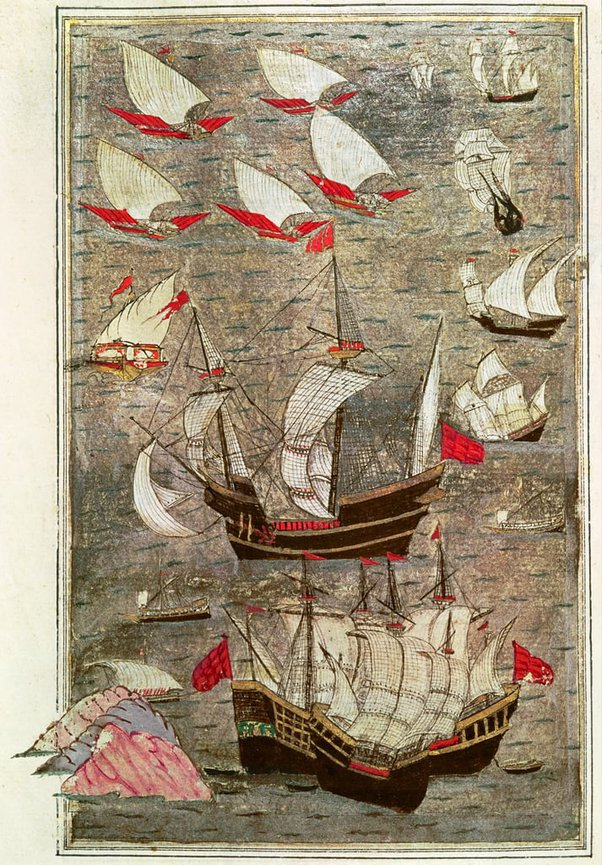
Flota otomana frente a Adén, pintura anónima,.

Las expediciones navales otomanas en el Océano Índico son una serie de operaciones navales emprendidas por el Imperio otomano en el siglo XVI para extender su dominio sobre los mares del sur y eliminar la amenaza que representaba el Imperio portugués para la ruta de las especias y la peregrinación a La Meca.

## Contexto

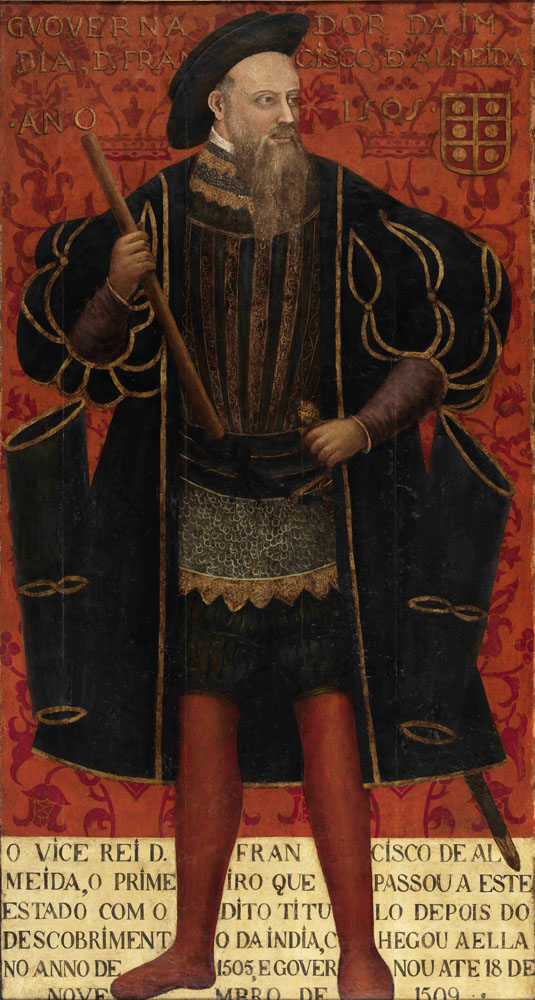
Francisco de Almeida, pintura portuguesa anónima, c. 1545.

A principios del siglo XVI, después de las exploraciones de Vasco de Gama, el imperio colonial portugués comenzó una rápida expansión en el Océano Índico. La isla de Socotora y la costa sur de Arabia fueron exploradas en 1503, las costas de la India desde 1505, el Golfo Pérsico desde 1507. Bajo el virrey Francisco de Almeida (1505-1510), los portugueses emprendieron la creación de puestos comerciales permanentes: su objetivo era tener el control del comercio de especias pero también destruir la antigua red comercial musulmana que había dominado los mares del sur hasta entonces; se consideraban «cruzados en una lucha permanente contra el Islam»; en 1509, ganaron la batalla naval de Diu contra la flota del sultanato mameluco de Egipto apoyada por un contingente otomano. Bajo el Virrey Afonso de Albuquerque (1510-1515), los portugueses se apoderaron de Goa, del estrecho de Ormuz  y la ciudad de Malaca, e impusieron su protectorado en los reinos costeros, pero tuvieron que renunciar a Adén y Socotora. Las principales potencias musulmanas, el Sultanato de Delhi (reemplazado en 1526 por el Imperio mogol) y la Persia saváfida, tenían poco interés en los asuntos marítimos; solo el Egipto de los mamelucos, luego el Imperio Otomano, que anexó Egipto en 1517 y Basora en 1538, trató de obstaculizar a los portugueses.

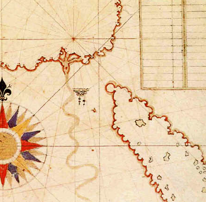
Mapa otomano del Istmo de Suez por Piri Reis, c. 1521-1525

Los portugueses no tenían los medios para conquistar un imperio continental en Asia, pero su superioridad marítima les permitía controlar las líneas comerciales. Esta hegemonía mercantil fue acompañada por los esfuerzos para convertir a los asiáticos, especialmente a los hindúes y a los budistas, ya que los musulmanes se resistían a la cristianización.
Varios funcionarios otomanos trataron de llamar la atención de la Sublime Puerta sobre el peligro que representaba la expansión portuguesa. El almirante Piri Reis encargó mapas oceánicos inspirados en el viaje del Mar de Eritrea y los portulanos europeos. Selman Reis, que había comandado el contingente otomano en la batalla de Diu en 1509, escribió un informe en 1525 en el que destacaba la importancia del Océano Índico y el comercio de especias. Las galeras otomanas apenas podían competir con los buques portugueses en alta mar, pero se adaptaban mejor a las aguas poco profundas y a las operaciones de desembarco; la principal desventaja de los otomanos era la falta de un canal que uniera el Mediterráneo con el Mar Rojo, lo que les impedía enfrentarse a sus principales fuerzas navales; la construcción de dicha estructura se consideró tardíamente, en 1586, pero fue abandonada.

## Expediciones

### Expedición a Diu y Goa (1509-1510)
En 1509, el Imperio otomano proporcionó al entonces independiente sultanato mameluco de Egipto barcos, marineros y soldados para participar en una expedición contra los puestos comerciales portugueses en la India. La batalla naval de Diu fue un fracaso para la coalición egipcio-otomana. Un destacamento otomano queda en Goa, una ciudad bajo el sultán musulmán de Bijapur, pero es capturado cuando Afonso de Albuquerque toma la ciudad.

### Expedición a Yeda y a Yemen (1527)

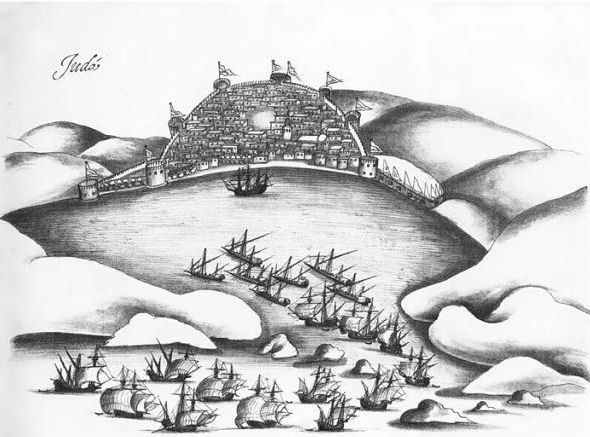
Ataque a Yeda por la flota portuguesa en 1517.

Después de la conquista de Egipto por Selim I en 1517, el eyalato de Egipto se convirtió en una base de operaciones hacia los Mares del Sur. En 1527, el almirante Selman Reis (en), antiguo jefe de la flota mameluca, fue enviado con un ejército de Suez para defender Yeda contra los portugueses. Continuó su expedición hasta Yemen, donde obtuvo la sumisión de algunos jefes locales, pero fracasó frente a Adén.

### Expedición a Diu (1531)
En 1531, el almirante otomano Mustafá Bayram fue enviado para defender la ciudad de Diu, perteneciente al Sultanato de Gujarat, contra los portugueses. El asedio de Diu terminó con la retirada de los portugueses.

### Expediciones a Diu y a Yemen (1538)
En 1538, el general otomano Hadım Suleiman Paşa, gobernador de Egipto, fue a ayudar al sultán de Gujarat para intentar retomar Diu, que entre tanto había sido ocupado por los portugueses. El asedio de Diu (1538) fue un fracaso para la coalición musulmana, pero Hadım Suleiman Paşa se apoderó de Adén y estableció el protectorado otomano en gran parte de Yemen.

### Expediciones a Adel
Entre 1540 y 1542, los otomanos apoyaron al Sultanato somalí de Adel contra los portugueses. Estos lanzaron una expedición contra Suez (1541), que fue un fracaso, antes de ser derrotados en la batalla de Wofla (1542).

### Campañas del almirante Piri Reis (1548-1552)

Expedición de Piris Reis (1548-1552).

El almirante otomano Piri Reis dirigió una serie de expediciones alrededor de la península arábiga. Se apoderó de Mascate e hizo reconocer la autoridad del sultán otomano a los emires de Omán, Baréin y Catar, pero fracasó ante Ormuz. Tras el fracaso de la expedición contra Ormuz, fue bloqueado en el Golfo Pérsico por la flota portuguesa y hubo de retirarse a Basora, puerto de Irak, que se convirtió en otomano en 1538.

### Campaña de Murad Beg (1552)
En 1552, un tal Murad Beg fue enviado a Basora con la orden de llevar a Suez la flota dejada por Piri Reis. Se enfrentó en una batalla naval a los portugueses, pero un repentino cambio en el viento lo obligó a regresar a Basora.

### Campaña de Sidi Ali Reis (1553)

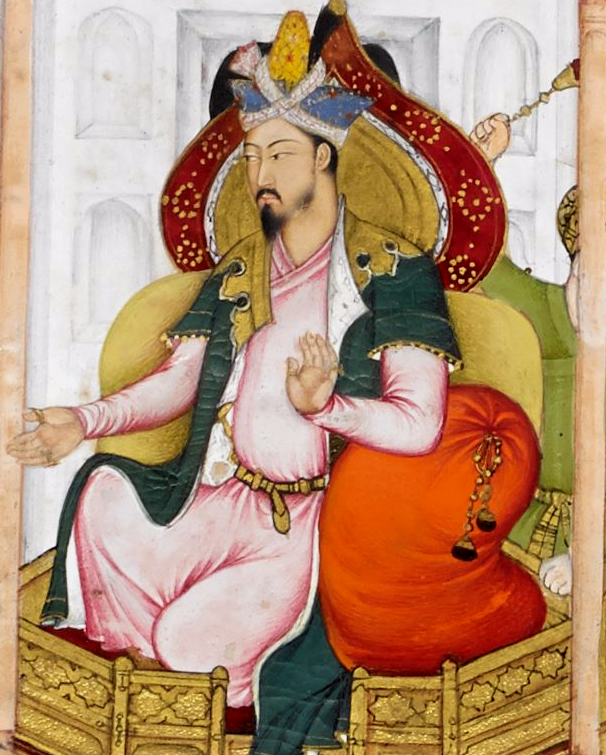
El emperador mogol Humayun, miniatura mogola, 1602-1604.

En 1553, el almirante Sidi Ali Reis fue enviado a Basora para intentar de nuevo traer la flota de vuelta a Egipto. Sus barcos fueron dispersados por un ciclón tropical y terminó en 
India donde fue recibido por el Sultán de Gujarat y luego por el emperador mogol Humayun. Tuvo que esperar hasta el final de la guerra otomano-persa de 1532-1555 para volver al Imperio otomano por tierra. De sus peregrinaciones, trazó un relato de viaje, el Mir'at ül Memalik (Espejo de los países), una de las primeras historias de este tipo en la literatura turca.

### Campañas de Özdemir Paşa (1556-1559)
Özdemir Paşa, ex lugarteniente de Hadim Suleiman Pasha, fue nombrado gobernador de Yemen. Entre 1556 y 1559, conquistó ambas orillas del estrecho de Bab-el-Mandeb, atacó el fuerte portugués de Zeila y ocupó Massawa, que se convirtió en la capital de una nueva provincia, el eyalato de Habesh (Abisinia), que comprendía partes de la actual Eritrea y Somalia. Se alió con el sultán musulmán de Adel.

### Incursiones de Sefer Reis (1551-1565)
Sefer Reis, un corsario probablemente de origen albanés, dirigió varias incursiones contra los portugueses, en el sur de Arabia en 1551, en la costa de India en 1552. En 1554, el gobernador de Egipto, Semiz Ali, lo envió con una flotilla de 4 galletas para enfrentarse a la flota de Sidi Ali; pero esta fue expulsada por los portugueses y por la tormenta. Sefer Reis regresó luego a Moca y dirigió una serie de pequeñas incursiones contra los barcos mercantes portugueses entre Arabia, India y África sin intentar apoderarse de las fortalezas. Esta táctica de objetivo limitado resultó ser rentable y, al acosar a la flota portuguesa, contribuyó al éxito de las campañas de Özdemir Paşa. En 1560, el nuevo gobernador de Egipto, Sofu Hadım Ali Paşa, obtuvo el nombramiento de Sefer Reis como almirante del Océano Índico.

### Expediciones a Aceh y Malaca (1567-1568)
En 1567, los otomanos enviaron una expedición en apoyo del sultán musulmán de Aceh (Sumatra). Pero sus fuerzas combinadas no pudieron conquistar Malaca a los portugueses.

### Incursiones otomanas en la Zanguebar (1585-1589)

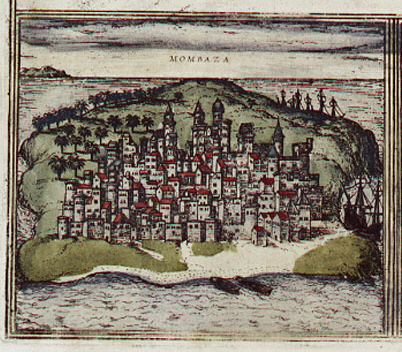
El emporio portugués en Mombasa (Mozambique), Georg Braun, 1572.

Entre 1585 y 1589, el almirante otomano Mir Ali Bey dirigió una serie de incursiones contra los puestos comerciales portugueses en Zanguebar. Después de los éxitos iniciales que le permitieron obtener la sumisión de varios sultanatos en la Costa Suajili, fue derrotado y capturado con sus hombres.

## Consecuencias
El Imperio otomano, en el siglo XVI, tenía pocas relaciones directas con Portugal: durante su largo reinado (1520-1566), Solimán el Magnífico envió sólo 4 cartas a los soberanos portugueses. La estrategia otomana se orientó esencialmente hacia sus adversarios europeos y mediterráneos (Casa de Habsburgo, República de Venecia, República de las Dos Naciones) por un lado, y hacia la Persia saváfida por el otro. El océano Índico, en comparación, era solo un objetivo secundario. Es significativo que el jefe de la flota de Suez solo tuviese el título de rais y no el título superior de bajá; las expediciones a los mares del sur, que apenas aparecen en las crónicas y archivos otomanos, suelen ser iniciativas de ambiciosos ejecutivos locales como Selman Reis o Hadim Suleiman Pasha que tienen dificultades para convencer a la metrópoli de su interés estratégico o económico. Solimán I, en 1564, propuso sin éxito al rey Sebastián I de Portugal un tratado que estableciera un statu quo entre los dos imperios. Los territorios conquistados, eyalato de Lahsa y eyalato de Habesh, tenían poco valor comercial; solo Yemen aportaba unos ingresos importantes, pero los otomanos lo perdieron en el siglo XVII. Por otra parte, estas expediciones permitieron al sultán otomano, «guardián de las dos ciudades santas» (La Meca y Medina), establecer su prestigio como defensor del Islam y ser reconocido como suzeranía por los principados musulmanes como el palacio del jerife de La Meca, Gujarat, Ormuz o Aceh.